# حارية بيضاء البطن
حارية بيضاء البطن (الاسم العلمي: Echis  leucogaster) (بالإنجليزية: Roman's Saw-scaled Viper)‏ هي نوع من الثعابين تتبع جنس الحارية من فصيلة الأفاعي.

## الوصف

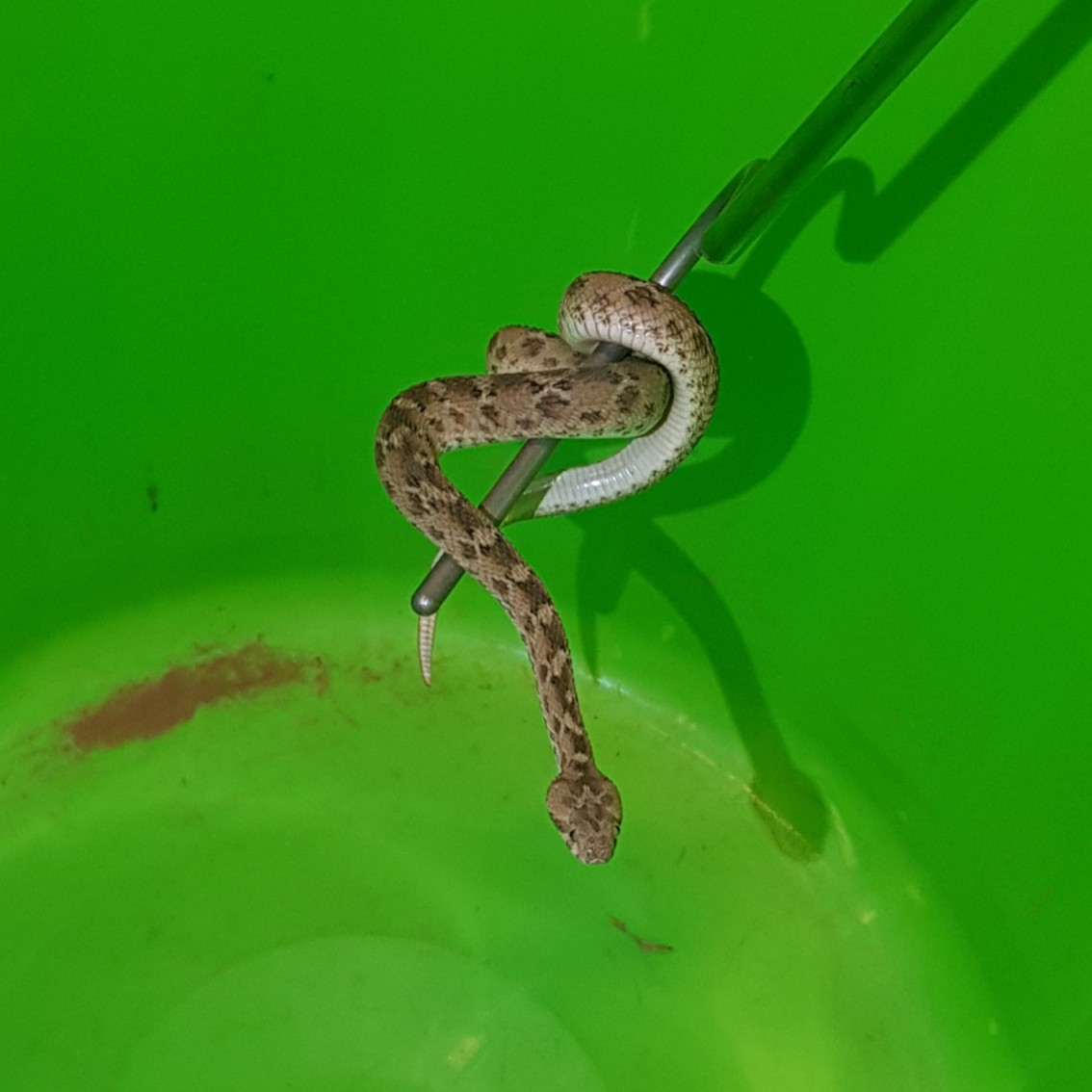
حارية بيضاء البطن

ينمو إلى متوسط الطول الإجمالي (الجسم + الذيل) 30-70 سم (12-28 بوصة)، بحد أقصى إجمالي للطول 87 سم (34 بوصة). تحجيم الرأس يشبه E. carinatus. الجسم شجاع نوعًا ما، المقطع العرضي دائري أو شبه مستطيل. المقاييس الظهرية خشنة ومنقوسة بشدة. يوجد في منتصف الجسم 27-33 صفاً من المقاييس الظهرية. المقاييس البطنية رقم 165-180.
اللون والنمط كلاهما متغير. يتراوح اللون من البني إلى الرمادي إلى المحمر وكل شيء بينهما. يتكون النمط عمومًا من سلسلة من العارضات أو السروج الخفيفة أو المائلة أو الظهرية الموضوعة على لون أرضي أغمق. الأجنحة أفتح في اللون، وعادة مع سلسلة من العلامات المظلمة مثلثة أو شبه مستطيلة أو دائرية ذات حواف فاتحة أو بيضاء. البطن كريم شاحب غير منكسر أو أبيض أو عاجي.

## النطاق الجغرافي
توجد في غرب إفريقيا في شمال نيجيريا وغرب النيجر وبوركينا فاسو ووسط مالي وشمال غينيا والسنغال. توجد في شمال غرب إفريقيا في جنوب موريتانيا والجزائر (أحجار) والصحراء الغربية وأقصى جنوب المغرب.
وصف رومان (1975) النوع المحلي بأنه «بوبون، 20 كم في نورد دي نيامي، النيجر»
وفقًا لـ جولاي وآخرون. (1993) يشمل النطاق نيجيريا والنيجر وفولتا العليا وجنوب الجزائر وموريتانيا.
يصف Spawls and Branch (1995) النطاق بأنه يمتد من النصف الجنوبي من موريتانيا والسنغال وشمال غينيا، عبر وسط مالي إلى شمال بوركينا فاسو وغرب النيجر. ومع ذلك، فهم غير متأكدين مما إذا كانت العينات من جنوب المغرب والأهاغار مرتبطة بالسكان الرئيسيين أم لا. كما أنهم يعتبرون بعض العينات من السنغال وشمال مالي إشكالية.